# Mark Charles
Mark Charles é um activista estadounidense de origem navajo. Escreve, dá conferências e milita pelos direitos dos aldeias nativos estadounidenses. Também foi pastor do cristianismo reformado, e programador informático.
Se postuló como candidato independente para a Presidência nas Eleições presidenciais dos Estados Unidos de 2020.

## Biografia
Charles é filho de um pai navajo, e uma mãe estadounidense de origem neerlandês. Criou-se em Gallup, Novo México, e a princípios da década dos 2000, decidiu mudar-se junto a sua família à Nação Navajo. Ali, viveu durante três anos numa Hogan (a moradia tradicional deste povo nativo), sem acesso às redes de electricidade ou gás, e outros oito anos em Fort Defiance, Arizona.
Estudou na Universidade da Califórnia em Los Angeles, de onde se graduou em 1994 com um Bachelor of Arts em História.

### Activismo e trajectória
Como activista, lho conhece pela suas denúncias contra a Doutrina da descoberta, e sua oposição à construção do oleoduto Dakota Access Pipeline.
Foi pastor no Christian Indian Center de Denver, Colorado. É consultor do Seminário Teológico Calvin e corresponsável em Washington D.C. para Native News On-line. Ademais, desde 2008 escreve o blog Wirelesshogan: Reflections from the Hogan.

## Campanha presidencial de 2020
a 28 de maio de 2019 anunciou através de YouTube que apresentar-se-ia como candidato presidencial nas eleições do ano seguinte. a 20 de agosto, deu um discurso no Foro Presidencial Frank LaMere de Nativos Americanos junto com os então candidatos mais importantes, entre eles, Bernie Sanders, Elizabeth Warren, e Kamala Harris.
a 25 de julho de 2020, Charles anunciou que Sedinam Moyowasifza-Curry, quem tinha sido candidato presidencial pelo Partido Verde, seria seu colega de fórmula. No entanto, a 14 de agosto a campanha de Charles anunciou que se tinha desestimado esta candidatura. a 26 de agosto, anunciou-se a Adrian Wallace como novo colega de fórmula. Wallace é o vice-presidente da NAACP de Lexington, e Presidente da Conferência do Estado de Kentucky desta organização.
Os estados de Colorado e Vermont deram-lhe o direito de figurar em seus boletas eleitorais, enquanto no resto do país os votantes devem escrever seu nome na boleta, numa prática que se denomina Write-in ballot.